# Hà Tinh

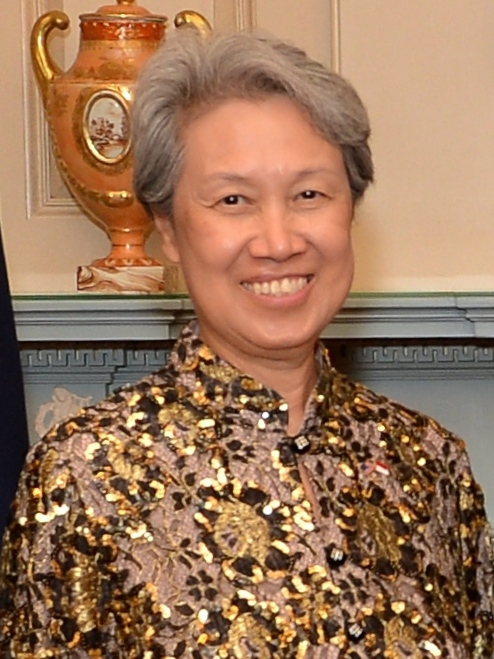
Hà Tinh năm 2016

Hà Tinh (tiếng Trung: 何晶; bính âm: Hé Jīng; Wade–Giles: Ho2 Ching1; Yale Quảng Đông: Hòh Jīng; sinh ngày 27 tháng 3 năm 1953) là một nữ doanh nhân Singapore, là vợ thứ hai của Lý Hiển Long, thủ tướng thứ 3 của Singapore. Hiện bà là tổng giám đốc điều hành quỹ đầu tư của chính phủ Singapore Temasek Holdings từ năm 2022, quỹ đầu tư lớn nhất Singapore có tổng tài sản theo ước tính của Bloomberg có giá trị 65 tỷ USD. Bà đã gia nhập Temasek Holdings với chức vụ giám đốc vào tháng 1 năm 2002. Bà đã được Goh Chok Tong bổ nhiệm làm giám đốc điều hành quỹ này năm 2004.